# Горго-Терхиїн-Цагаан-Нуур
Горго-Терхиїн-Цагаан-Нуур (монг. Хорго-Тэрхийн цагаан нуур) — національний парк в аймаку Архангай в Монголії. Утворений в 1965 році. Площа парку 77 267 га. Парк розташований на півночі нагір'я Хангай в 175 км на захід від міста Цецерлег. На території парку розташовано озеро Терхиїн-Цагаан-Нуур (висота 2060 м н.р.м.) і вулкан Горго-Уул. На північ від озера до складу території парку входить південний схил хребта Тарвагатай (монг. Тарвагатайн нуруу «бабачий»), найвища вершина в межах парку Хандагайт-Уул (3131 м н.р.м.). На південь від озера розташовуються передгір'я північного схилу головного хребта Хангая — т.з. «Високого Хангая», але в межах парку максимальна висота досягає лише 2800 м н.р.м. (гора Уран-Мандал-Уул). У 3 км на схід від озера знаходиться невисокий (близько 130 м над оточующою місцевістю) конус вулкану Горго-уул і вулканічні лавові поля, в яких є тріщини і печери. Ширина головного кратера вулкану Горго-Уул близько 330 м, глибина бл. 70 м.
До східної межі території парку ззовні примикає селище-центр сомона Таріат, в якому і знаходиться дирекція національного парку і з боку якого є єдиний в'їзд на територію парку через дерев'яний місток через витікаючу з озера річку Суман. В'їзд на територію парку платний. На території парку є декілька туристичних баз, розташованих на північному березі озера. У селищі Таріат є кілька готелів.